# Поверхность нагрева котла
Поверхность нагрева котла (англ. Boiler heating surface) — поверхность стенок, отделяющих дымовые газы от нагреваемых сред, через которые происходит передача тепла от дымовых газов. Поверхность стенок парового котла, омываемая с внутренней стороны водой или паром, а с наружной — газами, называется поверхностью нагрева, измеряется в квадратных метрах и обозначается {\displaystyle S}. Поверхность нагрева определяют обычно со стороны, обогреваемой газами.
Поверхность нагрева, получающая тепло излучением горящего слоя твердого топлива или факела жидкого или газообразного топлива в топке, называется радиационной. Поверхность нагрева остальных частей котла, воспринимающая тепло горячих дымовых газов путём соприкосновения с ними, называется конвективной. 
В паровом котле горячими газами омывается только та часть его, которая с внутренней стороны охлаждается водой. Линия, отделяющая обогреваемую газами поверхность от не обогреваемой, называется огневой линией.